# José Porras Álvarez de Sotomayor
José Porras Álvarez de Sotomayor (Lucena, provincia de Córdoba, 30 de septiembre de 1947-Lucena, 13 de marzo de 2011) fue un caballista y rejoneador español, hijo del maestro de la equitación Alfonso Porras Maestre, que destacó desde pequeño en el arte ecuestre, actuando a sus 9 años de edad, en una exhibición de doma de Alta Escuela, en la Plaza de Toros “La Maestranza”, de Sevilla.

## Trayectoria
Con sólo 12 años debutó como rejoneador en la Plaza de Toros de Cabra (Córdoba), junto a su padre Alfonso Porras Maestre y compartiendo cartel con Rafael Peralta. Siendo después numerosas sus actuaciones en distintos cosos andaluces.
Único rejoneador que ha lidiado un toro bravo con su caballo, sin cabezada, es decir, sin riendas, manejándolo únicamente con las piernas.
En su juventud actuó en diversos Circos, como el Price, el Kron, el Americano, el Bélgica, el Berlin Circus con Ángel Cristo, etc., así como en innumerables exhibiciones ecuestres.
Posteriormente se dedicó a la labor didáctica como profesor de equitación en distintos Clubs Hípicos de Madrid y Barcelona, regresando a su ciudad natal para continuar la labor de su padre en su propia escuela de equitación, dedicándose a la doma de Alta Escuela hasta su retirada en los años 90 por motivos de salud. 
Siguiendo la tradición familiar sus hijos Rosana y Alfonso vienen también dedicándose, en sus propias Escuelas de Equitación, a este atractivo mundo ecuestre y al difícil arte de la doma.